# Cleidogona decurva
Cleidogona decurva är en mångfotingart som beskrevs av Shear 1972. Cleidogona decurva ingår i släktet Cleidogona och familjen Cleidogonidae. Inga underarter finns listade i Catalogue of Life.